# 婿養子
婿養子（むこようし）とは、養子縁組と同時に養親の娘と婚姻を行う養子縁組の一形態、またその養男子。日本では、特有の家族観・系譜観のもとで家父長制的家督相続を目的として中世に成立した。
明治民法にも規定があったが、第二次世界大戦後の民法改正で削除された。ただ現在でも、夫が妻の氏（名字）を婚姻氏とするとともに妻の親と養子縁組することで妻側の家・土地や家業（それを構成する資産）を継承することはあり、これを俗に婿養子と称する場合がある。さらに、妻の親と養子縁組することなく単に妻の氏を婚姻氏とした夫を婿養子と呼んでいる例も見られるが、養子縁組がない限り姻族1親等にすぎず、本来の婿養子とは法的地位の全く異なるものである。

## 日本
歴史的には室町時代には婿養子の風習が見られ、日本では他の地域とは異なる独特の系譜観が認められる。婿養子は婚姻と養子縁組という2つの要素をあわせ持つものである。明治民法では婿養子は制度化されていたが第二次世界大戦後の民法改正で婿養子の規定は削除されている。

### 明治民法
昭和22年法律第222号により改正される前の民法（旧規定）には、婿養子に関する規定が存在していた（旧規定788条2項）。旧規定では、婚姻した場合、原則として妻は夫の家に入ることになっており（旧規定788条1項）、伴い妻は従前の家を去ることになる。
その一方で、旧規定は家制度を基調とする家族制度を採用し、家の継続を重んじていた。そのため、法律上戸主の地位を承継することになっている者（法定推定家督相続人）は、原則としてその家を去るような形態で婚姻をすることができなかった（旧規定744条1項本文）。
この結果、女は婚姻により従前の家を去ることが原則であるにもかかわらず、女が法定推定家督相続人の地位にある場合（戸主の直系卑属に男子がいない場合）は家を去ることができないため、婚姻できないという不都合を生じる。このため、婚姻により夫を妻の家に入れる形態の一つとして、婚姻と同時に夫が妻の親と養子縁組する制度が採用されていた。婿養子縁組が成立すると夫は養親の嫡出子となり（旧規定860条）、妻が法定推定家督相続人である場合はその地位が夫に移転することになる（旧規定970条）。
もっとも法文上は、女が法定推定家督相続人ではない場合であっても婿養子縁組の形態により婚姻することは、一応は可能であった。

### 現行民法
第二次世界大戦後、民法改正により婿養子の規定は削除され廃止された（昭和22年法律第222号）。しかし、結婚後の夫婦はほとんど（90％以上）の場合、夫の姓を選択するので、妻の姓を婚姻姓とした娘の夫が俗に「婿養子」と呼ばれることは多いが、妻の親との養子縁組がない限り親族関係は姻族1親等にすぎないため明治民法の婿養子とは法的地位が全く異なる。婚姻届で相手方の氏を選択しても、単に妻側の氏を名乗ることになるだけであり、それだけで妻の父母と養親子関係が発生するわけではない。親子関係がないということで、当然相続権もない。もし、妻の父母と養親子関係を生じさせたければ、婚姻届とは別に養子縁組届も提出する必要がある。
漫画・テレビアニメ『サザエさん』の登場人物になぞらえ、妻の実家に同居している夫が「マスオさん」とあだ名されることがある。マスオは妻サザエの父母の養子にはなっておらず、さらにマスオ・サザエの氏は夫側の「フグ田」であるのだが、それでも婿養子と言われる場合もある。

## 韓国
韓国の民法にも養子の一種として婿養子の制度が定められていた。もともと韓国の慣習法では異姓不養の原則があり、養子となる者は養父と同姓同本の血族の者であることが原則とされていた。
1958年に制定された民法は異姓不養の原則をとらず、婿養子の制度は設けられたものの、旧877条2項により養父と同姓同本でない限り養家の相続権は認められなかった（妻が戸主相続する）。日本の民法に規定されていた婿養子制度とは性格が異なる。
婿養子の制度は1990年1月13日公布の改正民法により廃止された。